# Scrobipalpa gecho
Scrobipalpa gecho is een vlinder uit de familie tastermotten (Gelechiidae). De wetenschappelijke naam is voor het eerst geldig gepubliceerd in 1911 door Walsingham.
De soort komt voor in Europa.